# Jules Peulvé
Jules Peulvé est un homme politique français né le 21 mars 1812 au Havre (Seine-Maritime) et décédé le 15 mars 1884 à Paris.
Avocat au Havre, il est représentant de la Seine-Maritime de 1871 à 1876, siégeant au centre droit.